# 聖若瑟英文小學
聖若瑟英文小學（英語：St. Joseph's Anglo-Chinese Primary School），簡稱SJACPS，是香港觀塘區一所私立全日制小學，除中文科外均採用英語作為教學語言。中文校訓為「止於至善」，而拉丁文校訓則為"AD Astra"。該校是一所天主教小學，辦學團體為天主教香港教區，以大聖若瑟為主保聖人及學校名稱，並以大聖若瑟的瞻禮日－3月19日為校慶。

## 校政管理

### 歷任校監
- 孫保祿修士（1975~1986）
- 陳達明神父（1986~1998）[1]
- 黎文勝神父（1998~2003）[2]
- 顧厚德神父（2003~2005）
- 龔偉南神父（2005~2011）
- 李彩燕女士（2011~2017）
- 儲富有先生 （2017～）

### 歷任校長
- 第一任：孫保祿修士[3]
- 第二任：陳德鴻老師（1986-1999）
- 第三任：葉介君先生（1999-2005）[2]
- 第四任：劉偉明先生（2005-2010）
- 第五任：郭芸女士（2010-2021)
- 第六任：鄭德明先生 （2021～）

## 歷史

### 創校

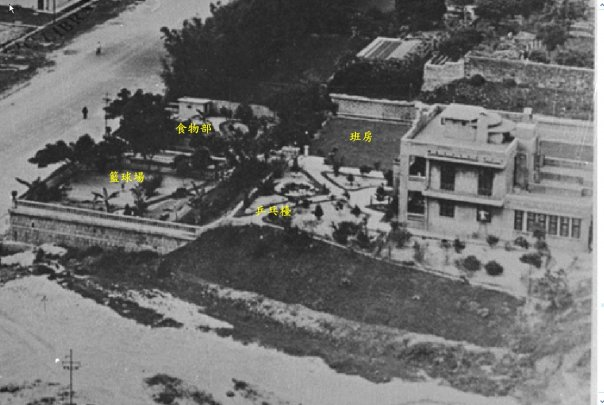
創校前的西式別墅，圖中黃字顯示創校初期設施對應位置

該校於1958年8月獲教育司署批准創立，由當時耶穌聖心門徒會會長孫保祿修士（Rev. Bro. Paul Sun）、喇沙書院前校長菲利士修士、雷志遠神父及鞮正本神父創校。早期校名與中學部同稱為聖若瑟英文學校（St. Joseph's Anglo-Chinese School），由孫保祿修士擔任校長。創校初期，舊校舍選址於九龍觀塘道一棟由法籍女教友（Mrs. Lily La Fleur）捐給教會的的海景別墅（即觀塘道57號），再改建而成，初期舊校舍與中學部共用。創校首年中小學教師共23人，學生410人，由小三至中二共設15班，而學校則當時位於觀塘道海邊。初時課室不足，需要上、中、下午班三班上課，上午為中學、中午為小一至小三、下午為小四至小六。

### 中學部搬離小學校舍

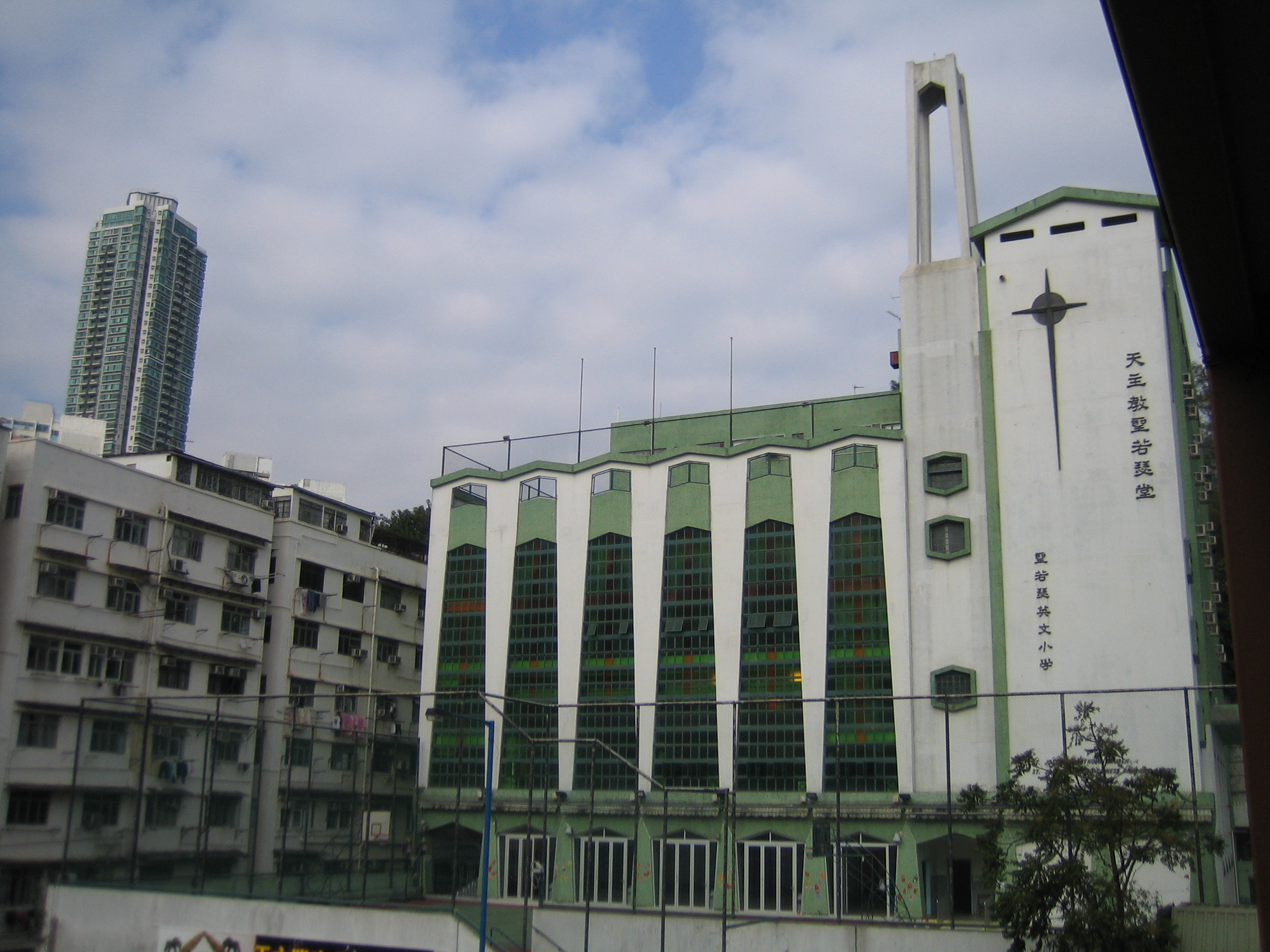
從觀塘道望向校舍

1960年，當時班級由小二至中三，學生人數已為創校時的3倍。而課室只有11間已不敷應用，所以孫修士當時已計劃擴建校舍。
中學部新校舍（即觀塘道61號前校舍舊翼部分）於1967年秋季落成啟用，當時中、小學老師共80位；班級方面，設有小一至中五，中學部30班，小學部36班；學生人數方面，中學部1,403人，小學部1,587人，學生總數已為創校時的7倍。舊校舍（即觀塘道57號）則保留繼續作為該校使用。
該校於1960年代至1970年代積極發展，成為區內享負盛名的小學之一。1971年，時任喇沙會總會長Brother Charles Henry 頒授榮譽會士勳銜予校長孫保祿修士。1975年，創校人孫修士退休並卸除校長職務轉為校監。1986年，時任校監創校人孫保祿修士逝世，由陳達明神父接任。

### 重建校舍
在80年代初期，香港教區為配合當時實施的九年免費教育，向教育署申請把當時教區屬下的5間私立英文小學，包括該校，為津貼中英文小學，以節省成本；時任香港教區社會傳播處主任楊鳴章神父指出教區認為推行母語教學更適合當時小學生的學習需要，不願意辦英文小學。
在這樣的時代背景下，當時香港教區原定計劃「按階段撇退」該校，並有意停止該校招收新生。此計劃惹來當時該校家長不滿，並有家長代表去信時任教區主教胡振中，要求教區指示該校校董當局重新招收新生、批准該校重建以及把該校納入教區發展計畫內。1982年6月4日，三位家長代表與主教胡振中見面，胡主教表示家長所提出的三項要求已全被接納，並會指示該校校董當局重新招收新生。
此後，舊校舍於1985年拆卸，亦於1988年3月19日落成並啟用現校舍、教堂及三樓的孫保祿修士紀念堂，由時任香港教區九龍區主教代表陳志明神父主持揭幕典禮。而該校至今仍是一間私立英文小學。

### 直屬中學推行母語教學

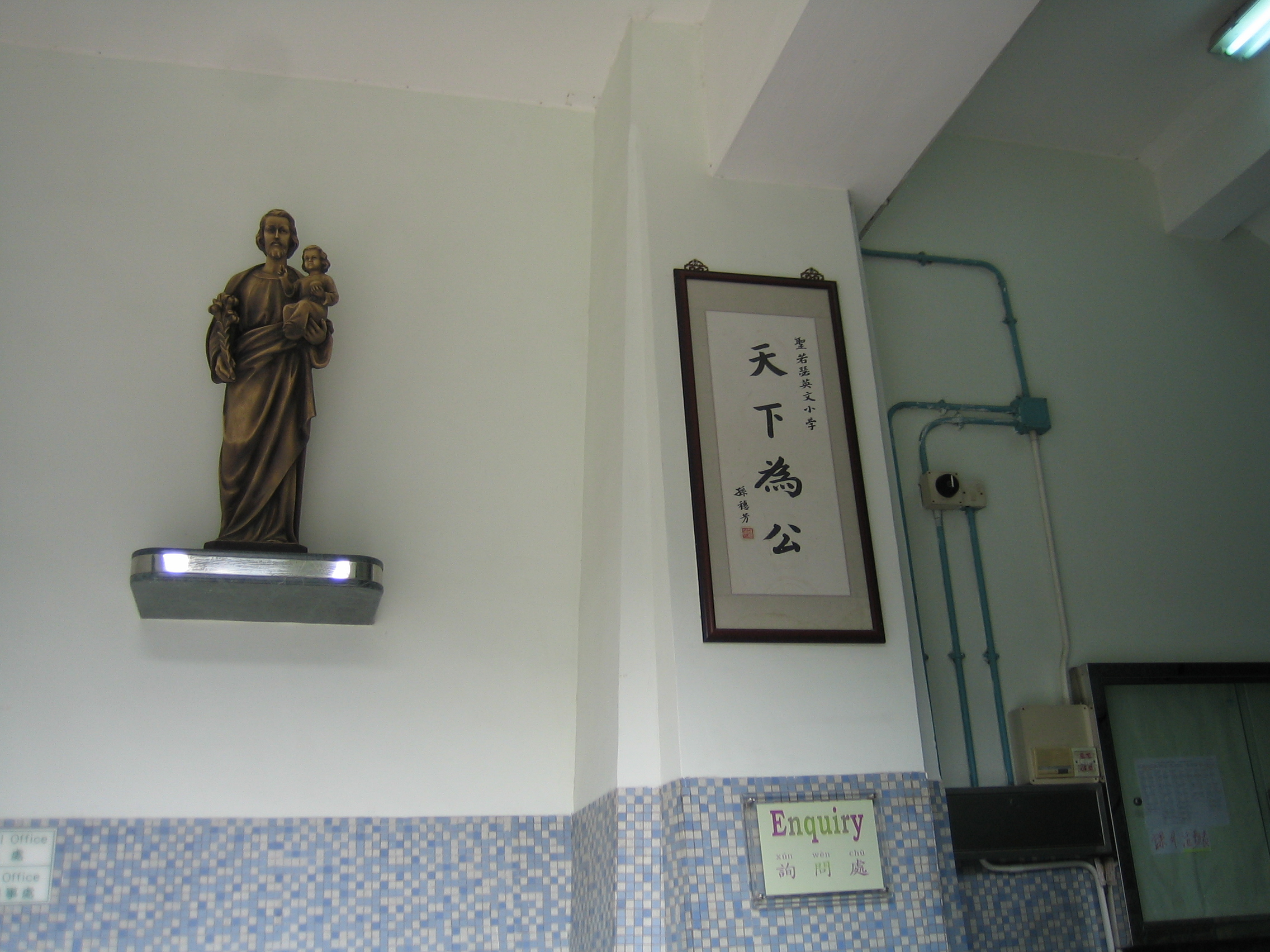
孫穗芳博士所寫下的「天下為公」書法作品

1993年，小學與中學首次在剛落成數年的香港文化中心舉行聯合畢業典禮。1994年3月26日，時任直屬中學聖若瑟英文中學校長陳江潮代表中學校董會向該校小六家長會宣佈，94－95年度9月起中一之社會科及科學科將採用母語授課。然而此舉引起大部分該校家長的反對，於同年4月2日發動遊行抗議，家長在遮打花園舉行集會，參與人數多達數百人。直屬中學其後讓步，小學暨中學校監陳達明神父於4月15日發表《母語教學立場書》，正式公佈由1994年起兩屆中一均採用分流制（立場書上的「分流制」指分班），1996年之中一則分科採用母語教學。

### 近況
2003年3月6日，國父孫中山先生的孫女孫穗芳博士到該校演講，主題為「認識國父－孫中山先生　愛國及民族精神」，孫博士在演講後贈送一幅親筆書法作品「天下為公」給該校。2008年3月19日為該校50周年金禧校慶，因發生流行性感冒疫潮，校方不能安排學生於校慶開放日回校幫忙並取消五年一度的開放展覽。2013年,該校慶祝五十五周年校慶。

## 校歌
《聖若瑟英文小學校歌》 是在創校時由 Rev. Bro. Alban 作曲及填詞的，有英文版本和中文版本，各版本有4節，一直沿用至今。1975年，校歌加入中文歌詞，由中學部校長陳江潮執筆（亦有一說是中學部老師李漢良填詞）。雖然校歌有四節,但是早會時以及其他情況下,都只會唱首兩節英文版本的校歌。
| English Version First stanza Come you loyal son Josephian, sing your Alma Mater's praise. Let our youthful voices proudly sing with the love of her kindly way. Refrain When the road of life is rough up hill and the skies hang grey and grim; then our steps will be light, and our eyes shining bright like true sons of S J A C S. Second stanza Though the days of boyhood speed away, never to return again; Though this day will be the morrow's past, yet are we tomorrow's men. Refrain Third stanza Dear St. Joseph be our lasting guide, Be our strength through the years ahead. On heart and mind, on home and friend, your gracious influence shed. Refrain Fourth stanza Come you loyal old Josephians, sound your Alma Mater's praise. With grateful voices now let's sing the cherished joys of former days. Refrain | 中文版本 第一節 聖若瑟眾子弟請齊來 高唱我們的校歌 讓我們雄壯的歌聲 讚頌母校恩義多 副歌 風暴逆境不盡苦和難 世途險巇舉步艱 你和我切謹記 挺胸膛踏實地 摒除障礙邁步向前行 第二節 韶華如流水最易消逝 應知一去永不再 今天是明天的過去 我們要把握現在 副歌 |

## 校服

### 夏季校服
縫上校章的白色短袖恤衫
純白色短校服褲，短白襪
黑皮鞋
因夏季校服褲為白色短褲，為美觀起見，故學生應穿著純白色內褲。

### 冬季校服
縫上校章的白色長袖恤衫，校呔
灰絨短校服褲，三個骨長灰襪
黑皮鞋
如遇寒冷天氣警告，可穿長褲回校。值得一提的是，該校是少數冬季校服要穿短校服褲的小學。

## 收生及教學語言
2005年度，聖若瑟英文小學在校學生約879人，分佈於26個班別，小一至小二為全日制，小三至小六為半日制。除中文科外，該校均採用英語作為教學語言。
2006年度，小一至小四為全日制，小五至小六為半日制。
2007年度，小一至小六為全日制，各級3班，共18班。

## 校舍
聖若瑟英文小學，校舍座落東九龍觀塘區，位於觀塘道57號（與彩石里交界）22°19′51″N 114°12′38″E / 22.33083°N 114.21056°E，毗鄰啟業邨、九龍灣、佐敦谷、坪石邨及彩虹邨。
在創校初期，舊校舍原是一座經改建而成的海景別墅，校舍於1967年前與中學部共用。在80年代中期前因設施簡陋（例屋頂經常漏水），被當時學生謔稱為「爛廟」（破爛的廟宇）。舊校舍於1985年拆卸，現校舍於1988年落成啟用。
現有校舍面積約4500平方米，樓高7層。一樓部分為九龍灣天主教聖若瑟堂，而七樓部分為神職人員宿舍。
校舍內的設施如下：
| - 18個課室 - 1個電腦室 - 1個多媒體中心（六樓） - 1個資優教育資源中心 - 音樂室（六樓） - 1個資優教育資源中心 - 視藝室（五樓） - 小食部（地下） - 接待處（地下） | - 校務處（二樓） - 2個教員室（三樓及四樓） - 1個操場兼籃球場 - 1個雨天操場 - 圖書館（一樓） - 乒乓球場（地下操場） - 多用途禮堂（三樓，即孫保祿修士紀念堂） - 聖堂（一樓） - 露天網球場（五樓） |

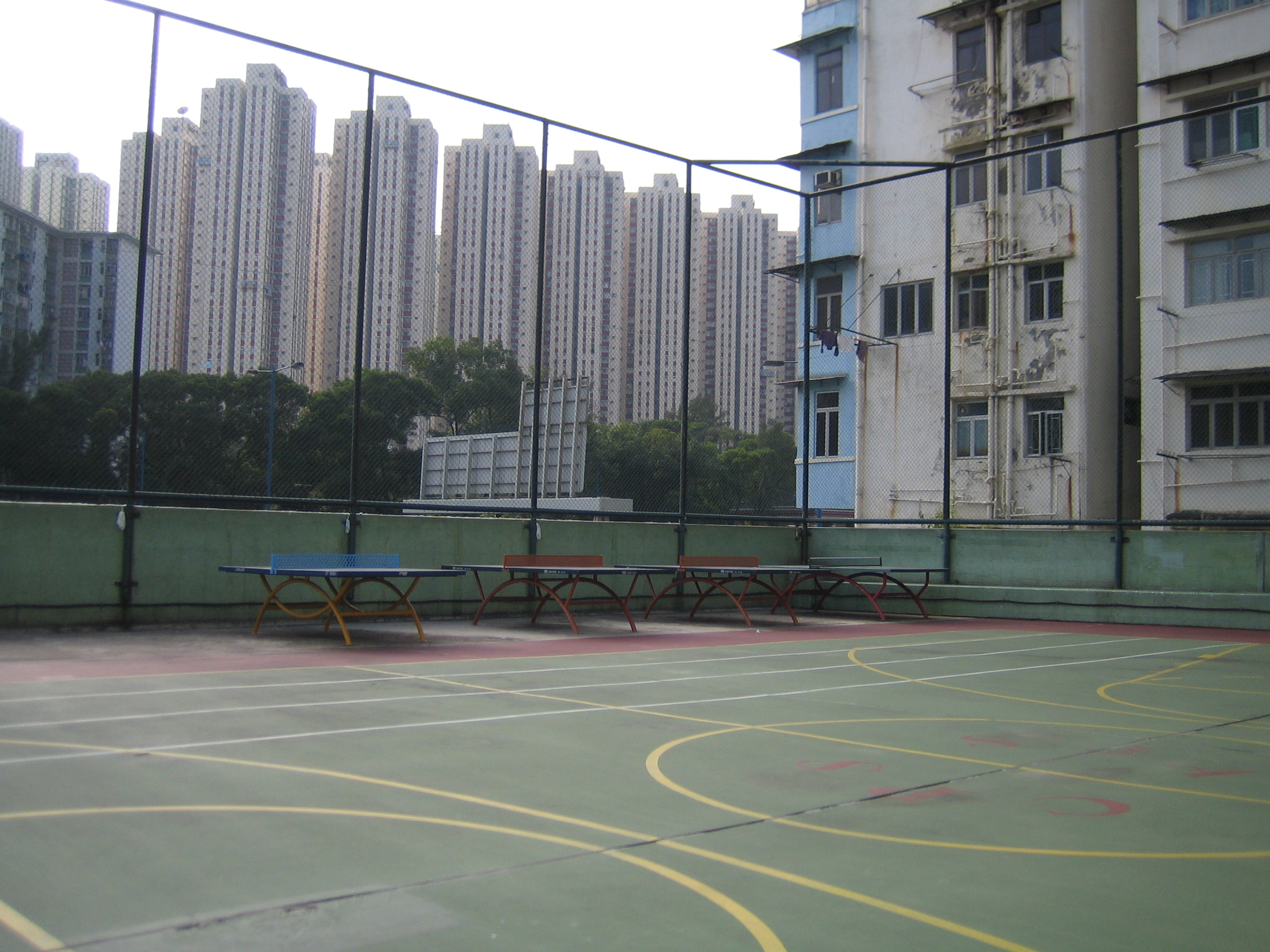
操場
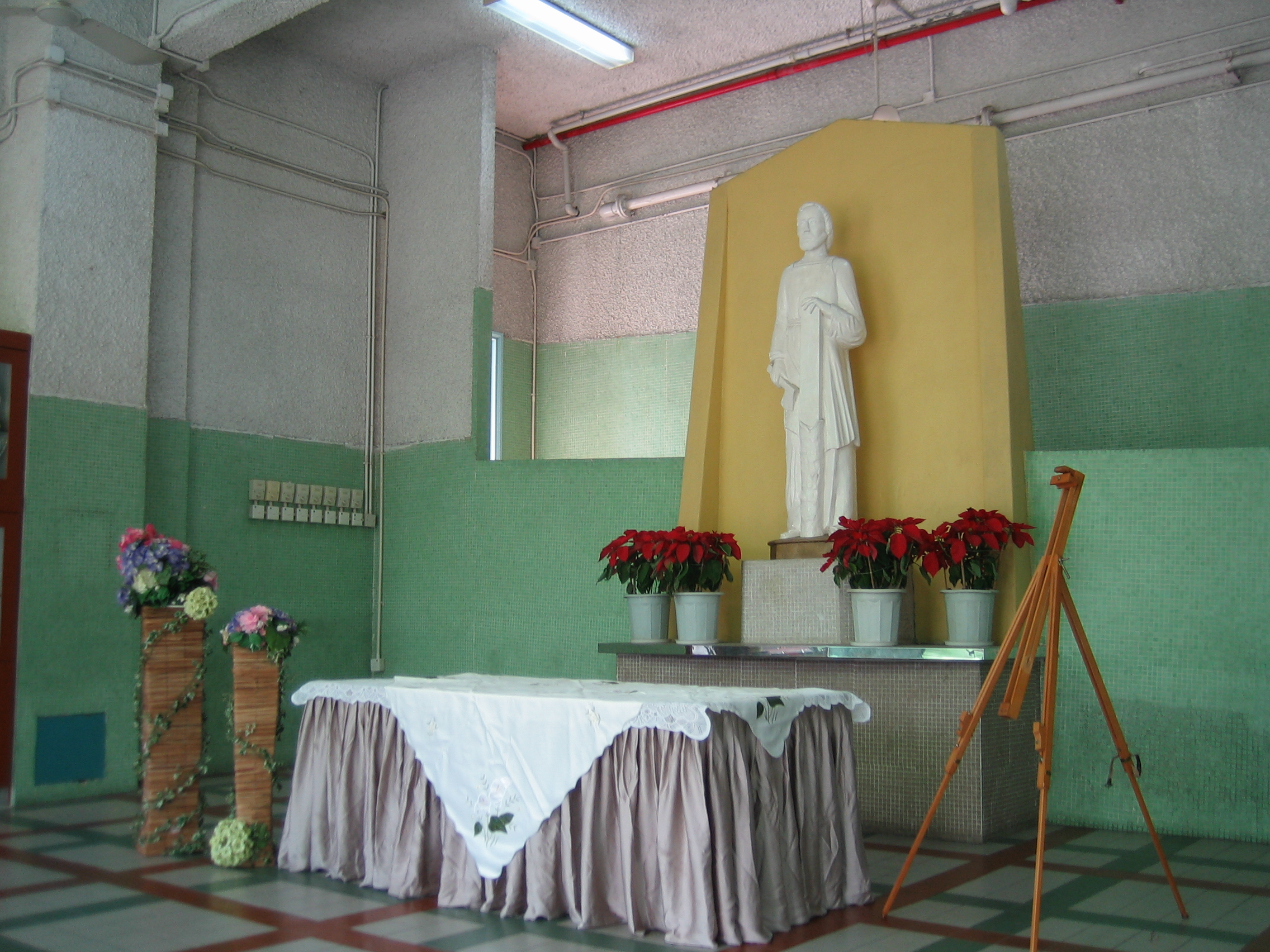
聖堂大堂
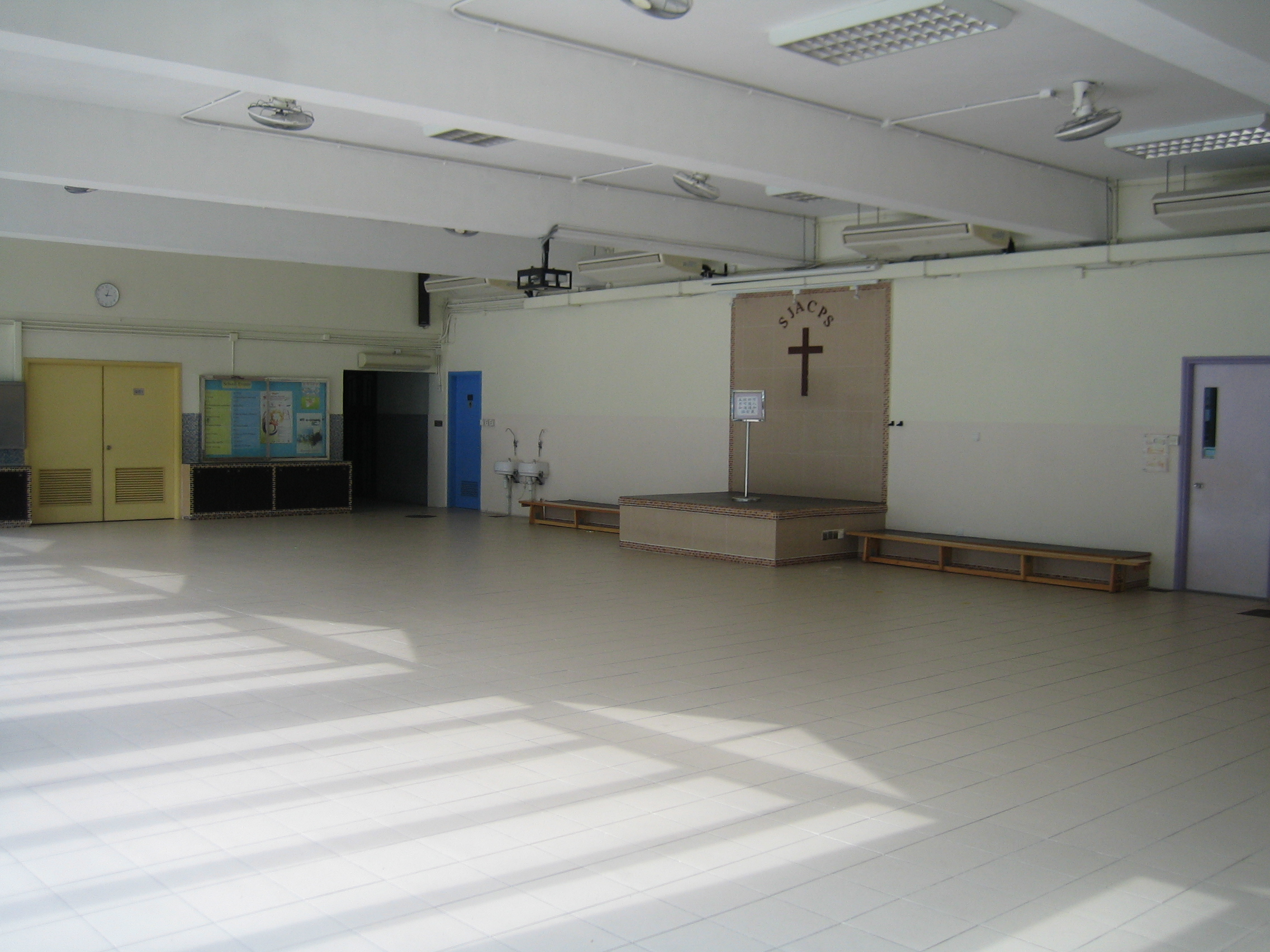
雨天操場
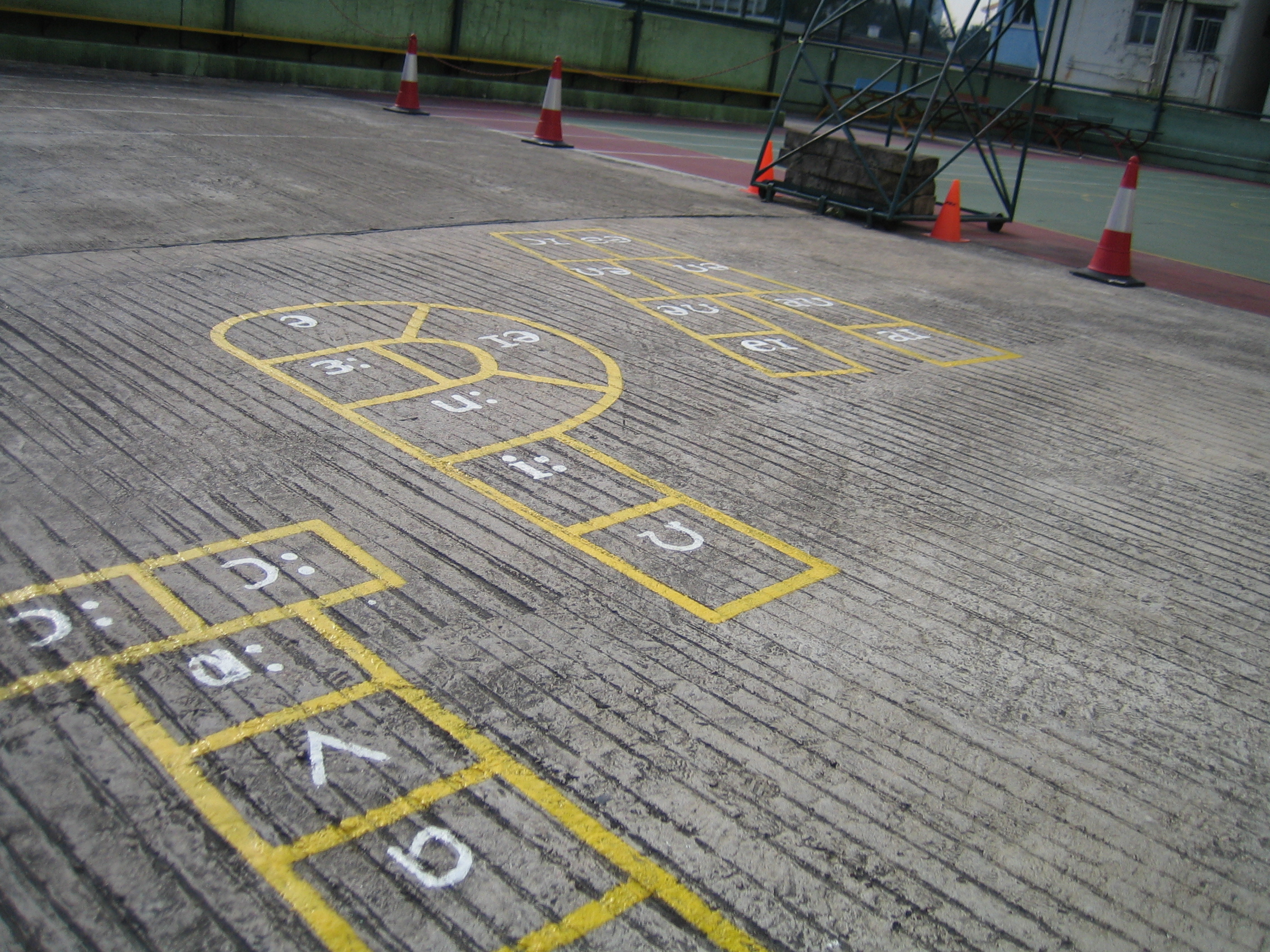
跳飛機

## 課外活動
近年，該校逢星期五下午，全校學生都會參與課外活動，一年級學習體操或劍擊，二年級學習武術或跆拳道，三年級到德福游泳，四年級到烏溪沙白石打高爾夫球，五年級到九龍灣溜冰，六年級參加攀石。所有課程均需收費。除此之外，所有同學都可以參加免費的剪紙手工藝班或圖書閲讀班。

## 知名/傑出校友
- 林嘉華：香港男藝人
- 石修：香港男演員
- 黃子華：香港男藝人
- 谷德昭：香港男演員及電影導演
- 郭小霖：前香港男歌手
- 郭啟華：東亞唱片顧問兼鄭秀文經理人
- 王書麒：香港男藝人
- 陳雲海：香港傳媒人
- 陳偉霆：香港男藝人
- 陳維冠：香港電視監製
- 黎俊彥：香港男歌手
- 呂宇俊：香港教育家
- 段崇智：香港中文大學校長
- 陳健朗：香港男演員及獨立電影導演

## 外部連結
- 聖若瑟英文小學官方網站 （页面存档备份，存于）
- 聖若瑟英文中學官方網站 （页面存档备份，存于）
- 溫哥華九龍聖若瑟同學會 （页面存档备份，存于）
- Junior Josephian's Club （页面存档备份，存于）

22°19′51″N 114°12′38″E / 22.33083°N 114.21056°E